# Illustriertes Briefmarken-Journal

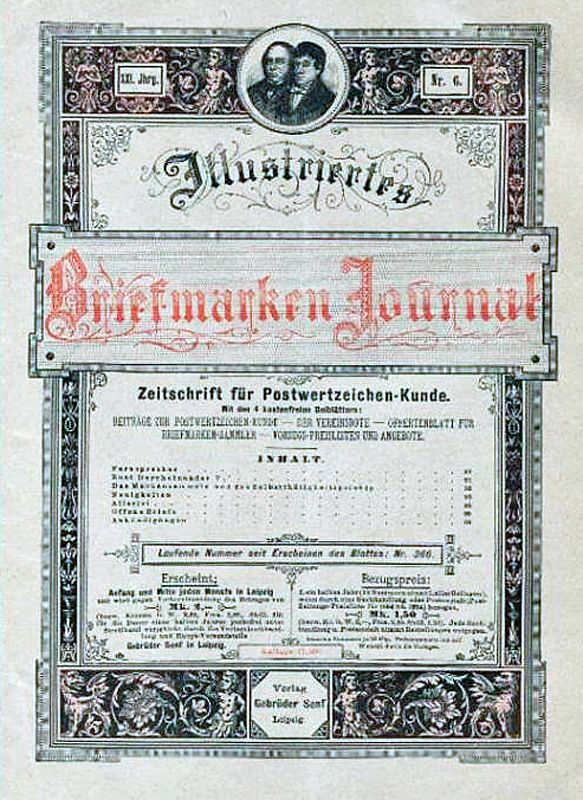
Illustriertes Briefmarken-Journal

Das Illustrierte Briefmarken-Journal (IBJ) war eine philatelistische Zeitschrift, herausgegeben durch die Gebrüder Senf.

## Geschichte
Erstmals erschien das Journal am 1. Januar 1874 offiziell durch H. Werninck & Comp. in Leipzig, weil Richard Senf (1856–1941) zu der Zeit noch nicht volljährig war. Ab Ausgabe Nr. 7 vom 1. Juli 1874 war der ältere Bruder Louis Senf (1853–1940), der damals schon im Erwachsenenalter war, der Herausgeber. Ab 1. Mai 1881 gaben die beiden Brüder die Zeitschrift dann als Gebrüder Senf heraus. 

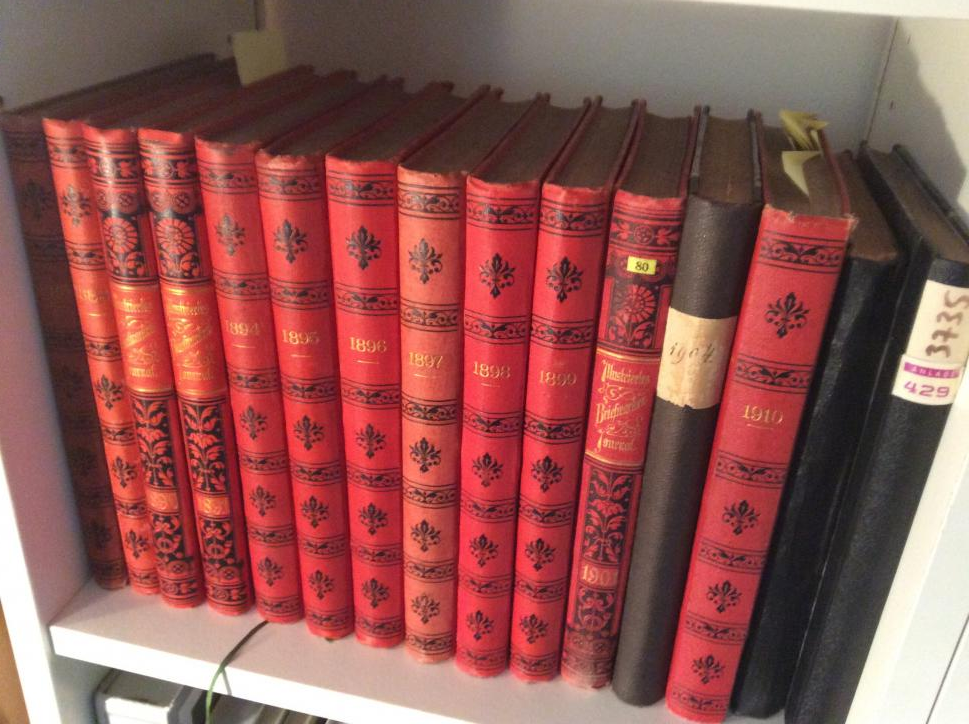
Verschiedene Jahrgänge des Illustrierten Briefmarken-Journals im Regal

Anfangs war Alfred Moschkau der Schriftleiter, später war es lange Zeit Theodor Haas. Die Auflage lag Ende des ersten Halbjahres 1884 bei 5.000 Stück, war 1886 bei 10.000 Stück und stieg im Jahr 1891 auf 17.500 Stück. Die höchsten Auflagenzahlen lagen bei 30.000 Stück. Jahrzehnte vor dem Ersten Weltkrieg war es das philatelistische Fachblatt mit der größten Auflage im deutschsprachigen Raum. Sie erschien 14-täglich und zu Beginn des Jahres. 1914 hatte sie bereits 841 verschiedene Ausgaben. Im Verlauf des Zweiten Weltkriegs wurde die Herausgabe eingestellt.